# Stazione di Castelrotto
Stazione di Castelrotto 1970-ben bezárt vasútállomás Olaszországban, Trentino-Alto Adige régióban, Castelrotto településen.

## Vasútvonalak
Az állomást az alábbi vasútvonalak érintették:
- Brenner-vasútvonal

## Kapcsolódó állomások
A vasútállomáshoz az alábbi állomások vannak a legközelebb: 
- Stazione di Ponte Gardena-Laion
- Stazione di Campodazzo